# 2030년 지중해 게임
2030년 지중해 게임(알바니아어: Lojërat Mesdhetare 2030)은 제21회 지중해 게임으로 2030년 7월 24일부터 8월 4일까지 코소보 프리슈티나에서 열릴 예정이다. 

## 종목
24개 종목이 진행될 예정이다.

## 참가국
- 코소보 (개최국)

## 메달 집계
개최국
| 순위 | 국가 | 금메달 | 은메달 | 동메달 | 합계 |
| ---- | ---- | ------ | ------ | ------ | ---- |
| 1    |      |        |        |        |      |
| 2    |      |        |        |        |      |
| 3    |      |        |        |        |      |
| 4    |      |        |        |        |      |
| 합계 |      |        |        |        |      |